# Li Shuai (futbolista nacido en 1982)

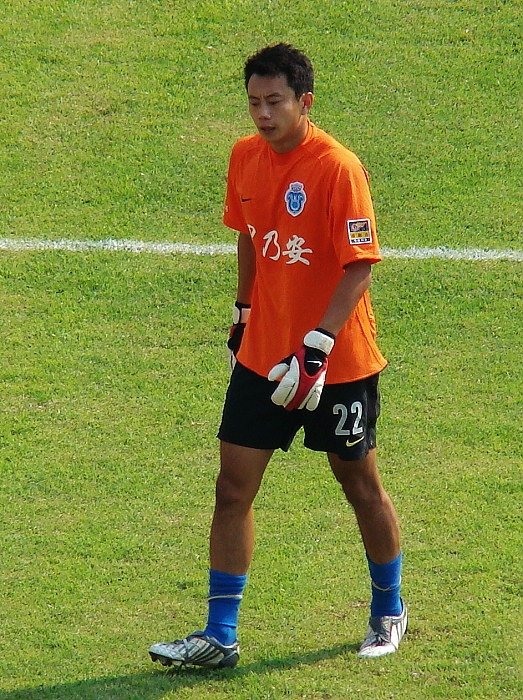

Li Shuai  (en chino: 李帅, (n. 18 de agosto de 1982) es un exfutbolista chino, que ocupa el puesto de portero. Su último club fue el Shanghai Shenhua de la Super Liga China, actualmente es entrenador de porteros de este mismo equipo.

## Carrera deportiva
Cuando era joven, Li Shuai fue animado por su padre para comenzar su carrera futbolística en el equipo juvenil del Qingdao Hademen. En la temporada de la liga 2002, Li Shuai jugó con el primer equipo y debutó el 1 de septiembre de 2002 contra Beijing Guoan en la derrota por 4-1. Después de varias temporadas como portero titular de reserva, la fama de Li Shuai comienza a crecer en veintitrés partidos de liga durante toda la campaña de la liga de 2005, se estableció como primer portero titular del club. En la siguiente temporada Li Shuai probó sin éxito con Qingdao ya que el equipo descendió. Li Shuai jugó solo trece partidos en la temporada.
Al comienzo de la temporada de la liga de 2007, fue transferido al Guangzhou Pharmaceutical que jugaba en segunda división. Después de solo una temporada con el equipo, rápidamente se estableció como el primer portero, asegurándose ser el portero titular del equipo para el campeonato, hasta el final de la Super Liga China 2009, donde el club fue relegado por falta de participación, que se produjo en 2006, antes de que Li Shuai se uniera al club. A pesar de ello se mantuvo fiel al club, jugando su partido número 100 con Guangzhou en una victoria de locales por 2-1 ante el Yanbian FC, el 18 de septiembre de 2010.

## Estadísticas
| Club                 | Temporada     | Liga     | Liga  | Copa FA  | Copa FA | Otros1   | Otros1 | Total    | Total |
| Club                 | Temporada     | Partidos | Goles | Partidos | Goles   | Partidos | Goles  | Partidos | Goles |
| -------------------- | ------------- | -------- | ----- | -------- | ------- | -------- | ------ | -------- | ----- |
| Qingdao Hademan      | 2002          | 1        | 0     | 0        | 0       | –        | –      | 1        | 0     |
| Qingdao Hademan      | 2003          | 0        | 0     | 0        | 0       | –        | –      | 0        | 0     |
| Qingdao Hademan      | 2004          | 3        | 0     | 5        | 0       | 2        | 0      | 10       | 5     |
| Qingdao Hademan      | 2005          | 23       | 0     | 1        | 0       | 4        | 0      | 28       | 1     |
| Qingdao Hademan      | 2006          | 13       | 0     | 1        | 0       | –        | –      | 14       | 1     |
| Qingdao Hademan      | Total         | 40       | 0     | 7        | 0       | 6        | 0      | 53       | 7     |
| Guangzhou Evergrande | 2007          | 21       | 0     | –        | –       | –        | –      | 21       | 0     |
| Guangzhou Evergrande | 2008          | 30       | 0     | –        | –       | –        | –      | 30       | 0     |
| Guangzhou Evergrande | 2009          | 29       | 0     | –        | –       | –        | –      | 29       | 0     |
| Guangzhou Evergrande | 2010          | 24       | 0     | –        | –       | –        | –      | 24       | 0     |
| Guangzhou Evergrande | 2011          | 11       | 0     | 2        | 0       | –        | –      | 13       | 0     |
| Guangzhou Evergrande | 2012          | 10       | 0     | 6        | 0       | 2        | 0      | 18       | 0     |
| Guangzhou Evergrande | 2013          | 3        | 0     | 2        | 0       | 1        | 0      | 6        | 0     |
| Guangzhou Evergrande | Total         | 128      | 0     | 10       | 0       | 3        | 0      | 141      | 0     |
| Total carrera        | Total carrera | 168      | 0     | 17       | 0       | 9        | 0      | 194      | 7     |